# Carl Jacob Wachschlager
Carl Jacob Wachschlager (* 26. Juli 1718 in Thorn, Polnisch-Preußen, Königreich Polen; † 14. Februar 1797 in Thorn, Provinz Westpreußen, Königreich Preußen) war Bürgermeister von Thorn.

## Leben
Die Familie stellte einige Ratsherren und Bürgermeister in Thorn, darunter den Urgroßvater Daniel Wachschlager. Der Vater war Daniel Wachschlager (um 1679–1724), die Mutter  Catharina Dorothea, geborene Krahn (1694–1746).
Der Junge besuchte das Gymnasium der Stadt. Aus dieser Zeit sind einige Grabreden von ihm erhalten.
1760 wurde Wachschlager Ratsherr in Thorn, später auch einige Jahre königlicher Burggraf in der Stadt.  Seit 1772 war Carl Jacob Wachschlager einer der vier Bürgermeister von Thorn, darunter fünf Jahre Präsident (erster Bürgermeister). In dieser Funktion war er auch Protoscholarch (oberster Schulaufseher). Den Übergang unter die deutsch-preußische Verwaltung ab 1793 gestaltete er wahrscheinlich nicht mehr mit.